# فینستروالده
شهر فینستروالده در ایالت برندنبورگ در کشور آلمان واقع شده است.